# Newcastle (város, Maine)
Newcastle város az USA Maine államában, Lincoln megyében. Lakosainak száma 1848 fő (2020. április 1.).

## Népesség
A település népességének változása:

| 2010 | 1 752 |
| 2020 | 1 848 |